# یواس‌سی‌جی‌سی چیس (دبلیواچ‌ئی‌سی-۷۱۸)
یواس‌سی‌جی‌سی چیس (دبلیواچ‌ئی‌سی-۷۱۸) (به انگلیسی: USCGC Chase (WHEC-718)) یک کشتی بود که طول آن ۳۷۸ فوت (۱۱۵ متر) بود. این کشتی در سال ۱۹۶۷ ساخته شد.